# Världens räddaste man
Världens räddaste man är det andra soloalbumet av den svenske artisten Olle Ljungström. Skivan släpptes mars 1994. Albumet producerades av Johan Vävare.
Låtarna "Vatten sol och ängar" samt "Robert Mitchum" släpptes som promo-singlar.

## Produktion
Materialet på Världens räddaste man spelades in live i en "sommarbostad" på Adelsö i Stockholm, med en Tascam DA-88 bandspelare under producent Johan Vävares regi. Flera av de medverkande på skivan, inklusive Olle Ljungström själv, lär ha bott tillsammans i sommarhuset under stora delar av inspelningen. Heinz Liljedahl ska «i princip ha gjort all musik» på skivan (dock ej titelspåret som dels gjordes av Vävare och Lars Halapi).
Ljungström uttalade i en intervju att en ambition på skivan var att göra "ännu fler lägereldslåtar" än på solodebuten året innan: "Raka, avskalade låtar som kan spelas på akustisk gitarr runt en lägereld." En recensent har dock påpekat att särskilt två låtar på skivan, «Världens räddaste man» och «Psalm», musikaliskt troligtvis tillhör de mest experimentella låtarna Ljungström gjorde under sin solokarriär.

## Mottagande
Världens räddaste man fick ett väldigt positivt mottagande i pressen, möjligtvis ännu mer än Ljungströms solodebut. Måns Ivarsson i Expressen gav skivan betyget 4/5, och kallade den för "90-talets hittills bästa svenskspråkiga rockplatta." Enbart ett "par detaljer hindrar mig från att ge den fem getingar." Även i Göteborgs-Posten och tidningen iDag fick skivan 4/5 i betyg; Göteborgs-Posten skrev att skivan var "än mer övertygande" än Ljungströms solodebut året innan.
Svenska Dagbladet gav betyget 5/6, och ansåg att "Det som sätter sig först är texterna, som både är dubbelbottnade och lätt surrealistiska."
Aftonbladet gav det något mer reserverade betyget 3/5, men recensenten ansåg att "ena hälften" av skivan var "chockerande stark."
I tidningen Pop fick skivan det relativt goda betyget 7/10.
Världens räddaste man lär även ha sålt bättre än Ljungströms solodebut; enligt en källa såldes den i 11.700 exemplar under sitt första år.

## Låtlista
Alla låtar av Olle Ljungström och Heinz Liljedahl, förutom spår 6 av Ljungström, Johan Vävare och Lars Halapi.
1. "En galen hund" - 4:26
2. "Tysk indian" - 4:44
3. "Att vi älskar" - 4:07
4. "Robert Mitchum" - 4:23
5. "Godis för en kung" - 3:53
6. "Världens räddaste man" - 2:18
7. "Vatten, sol och ängar" - 3:39
8. "Gå aldrig din väg" - 3:44
9. "Som man bäddar" - 4:58
10. "Psalm" - 6:07
11. "Socker över himlen" - 4:04
12. "Skjut dom som älskar" - 4:15

## Medverkande
- Olle Ljungström - sång
- Heinz Liljedahl - gitarr
- Lars Halapi - gitarr
- Peter Korhonen - trummor
- Jerker Odelholm - bas
- Johan Vävare - synthesizer, harmonium, percussion

## Listplaceringar
| Lista (1994) | Topplacering |
| ------------ | ------------ |
| Sverige      | 10           |

### Fotnoter
1. ↑  https://www.discogs.com/artist/75666-Olle-Ljungström
2. 1 2  Lahger, Håkan: "Vacker, Vass Och Vek - Intervjuer med Olle Ljungström 1993-1995" (Telegram Journalistisk, 2014), s. 20.
3. ↑  Världens räddaste man (1994), texthäfte medföljande CD-skivan.
4. ↑  Musikermagasinet. 04/1994. s. 67. Läst 16 januari 2024.
5. ↑  ”(Pop #7) Olle Ljungström”. https://popviminns.wordpress.com/2011/03/27/olle-ljungstrom/. Läst 13 november 2019.
6. ↑  ”Olle Ljungström - Världens räddaste man - GAFFA.se”. Arkiverad från originalet den 12 november 2019. https://web.archive.org/web/20191112233201/https://gaffa.se/recension/106741/olle-ljungstroem-vaerldens-raeddaste-man. Läst 13 november 2019.
7. ↑  Expressen, 4 mars 1994, s. 53.
8. ↑  iDag, 4 mars 1994, s. 63. Läst 18 mars 2020.
9. ↑  Göteborgs-Posten, 18 mars 1994, s. 70. Läst 20 mars 2020.
10. ↑  Svenska Dagbladet, 4 mars 1994, s. 50.
11. ↑  Aftonbladet, 4 mars 1994, s. 48. Läst 10 april 2020.
12. ↑  Sebastian Stebe. ”Album: OLLE LJUNGSTRÖM – Världens räddaste man”. Pop (7). https://popviminns.wordpress.com/2012/08/10/album-olle-ljungstrom-varldens-raddaste-man/.
13. ↑  Lahger, Håkan: "Vacker, Vass Och Vek - Intervjuer med Olle Ljungström 1993-1995" (Telegram Journalistisk, 2014), s. 21.
14. ↑  ”Hitparad”. http://hitparad.se/showitem.asp?interpret=Olle+Ljungstr%F6m&titel=V%E4rldens+r%E4ddaste+man&cat=a. Läst 26 januari 2013.